# Carrie Ramsey
Pour les articles homonymes, voir Ramsey.
Carrie Ramsey, née le 24 avril 1991 à Harrogate, est une joueuse professionnelle de squash qui représente l'Angleterre. Elle atteint la 59e place mondiale en juillet 2013, son meilleur classement.

## Biographie
Elle s'affirme comme une junior brillante, remportant les championnats d'Europe junior en 2010. Elle met fin prématurément à sa carrière à seulement 23 ans, invoquant la stagnation de son classement vers la 50e place, l'aspect financier et la lassitude des voyages incessants.
Elle prend alors en charge l'entraînement des juniors dans son club, Chapel Allerton.

## Palmarès

### Titres
- Championnats d'Europe junior : 2010